# バチカン市国の鉄道
座標: 北緯41度54分3.64秒 東経12度27分4.21秒 / 北緯41.9010111度 東経12.4511694度

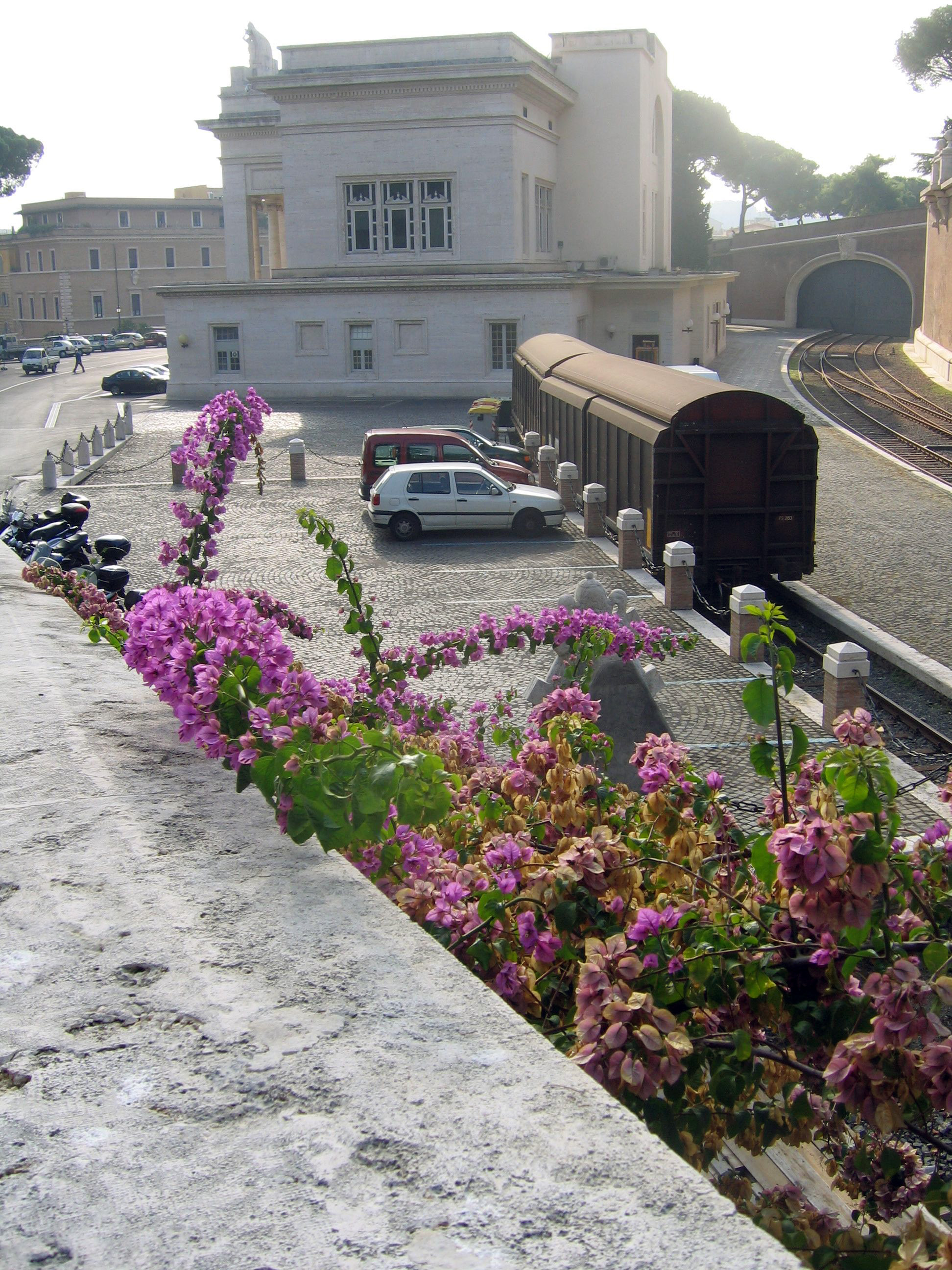
バチカン駅

バチカン市国の鉄道（バチカンしこくのてつどう）は、バチカン市国が保有する路線延長300メートルの世界最短の国有鉄道。ピウス11世（在位：1922年 - 1939年）の在位中に駅と路線が建設された。ラテラノ条約によりイタリアの鉄道路線への乗り入れが認められている。
利用の大部分は輸入商品の貨物輸送で、時に旅客輸送を行うことがあるが、それは象徴的なものか儀礼上の目的によるものである。2015年からは週に一回観光列車がこの駅を使用している。

## 歴史
19世紀半ばのローマ教皇グレゴリウス16世は近代主義のみならず近代技術も嫌い、教皇領内での鉄道建設を認めなかった。彼は「chemin de fer, chemin d'enfer」（鉄の道は地獄への道）と述べたと伝えられている。グレゴリウス16世の後継者ピウス9世はボローニャからアンコーナへの鉄道建設を認めたが、この鉄道が完成する前の1861年にイタリア統一運動（リソルジメント）軍が教皇領の北部一帯を制圧、1870年にはローマ周辺の教皇領もイタリア王国に併合され、教皇領内を鉄道が走ることはなかった。
1858年にフランス南部のルルドに聖母が現われたという「ルルドの奇跡」では、鉄道で各地からの巡礼者が押し寄せたことに見られるように、19世紀の後半には鉄道は巡礼者の重要な足となった。こうしたことはローマ教皇庁内部の反鉄道・反近代技術論を和らげることにつながった。
1929年2月11日のラテラノ条約で、イタリア政府は「バチカン市国」の独立を確認した。同時にバチカン市国内での駅および線路の建設と、イタリアの鉄道との接続も承認された。イタリア王国公共事業省の鉄道建設監督はバチカンへの鉄道建設を承認し、1929年4月3日に着工式典が行われた。ローマ市内を走る線路からバチカンへ向かう鉄道高架橋はイタリア政府が建設費を負担し、バチカンのターミナル駅建設費はバチカン政府が、ラテラノ条約の財政付属文書における総額7億5000万ポンドの損失保証金から支払った。鉄道建設の総額は2400万ポンドとされる。
1932年3月、バチカン領内にはじめて機関車が入った。イタリアとバチカン市国間の鉄道条約は1934年9月12日に批准され、1934年10月にイタリア公共事業省は完成した鉄道路線をバチカン政府とイタリア国鉄それぞれに引き渡した。

## 路線

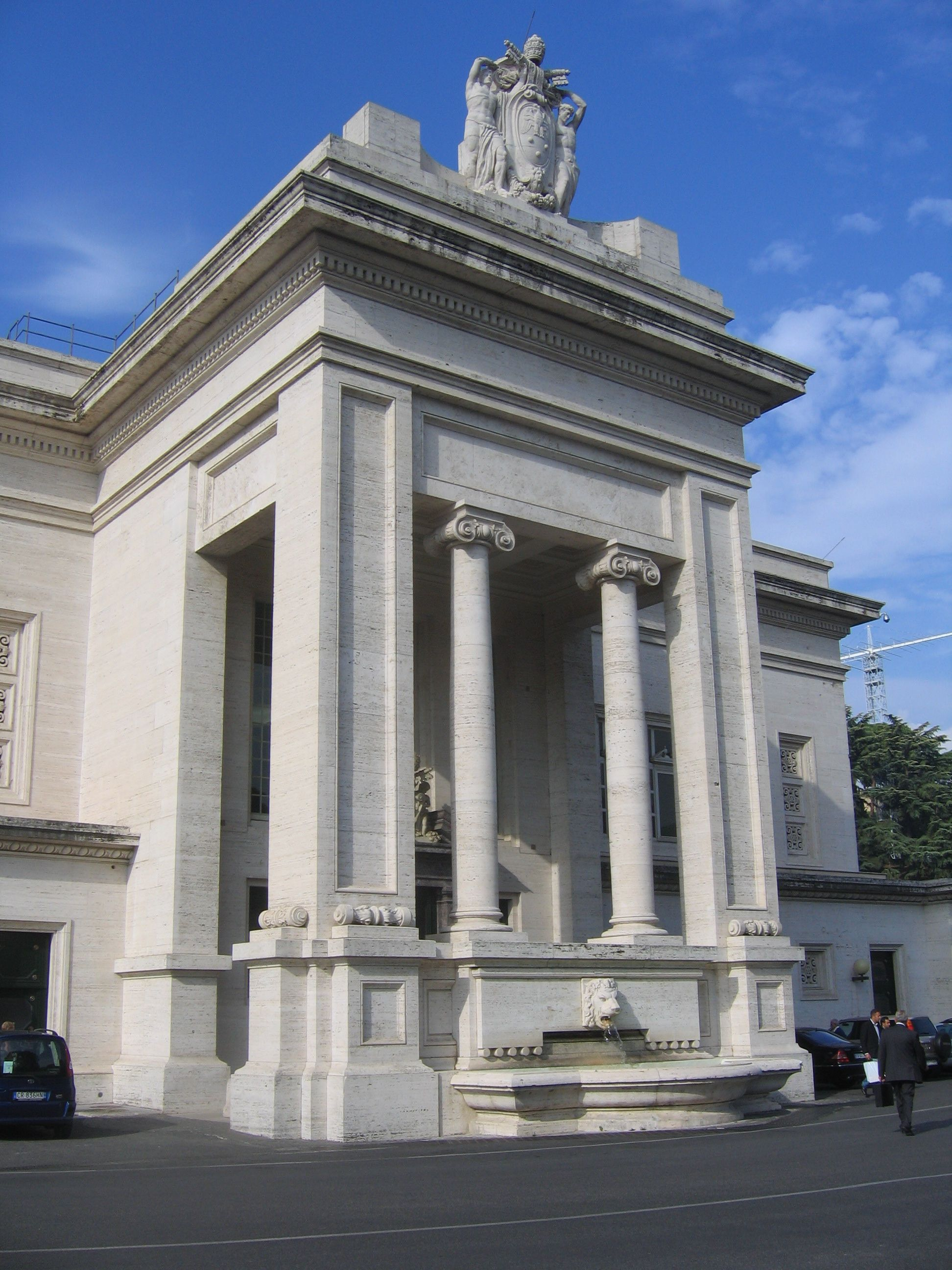
バチカン駅の駅舎外観

路線はローマ＝ヴィテルボ線のローマ＝サン・ピエトロ駅での分岐から始まり、サヴォイア家の紋章と束桿を施された、支間15.8メートルの8つのアーチを持つ143.12メートルの長さの石造の高架橋でグレゴリウス7世通りとアウレーリア通りが走るジェルソミーノ谷を渡る。高架橋から70メートルほどでバチカンの城壁に至る。城壁には35.5トンの重量がある2枚の鉄製両引き門扉をもつ、ピウス11世の紋章をいただく門がある。
バチカン鉄道駅は城壁から20メートルほど入ったところにGiuseppe Momoの設計により建設された。イタリア産の白い大理石で作られた簡素な設計の駅舎を旅行作家のH. V. Morton（en）は「まるでロンドンのバークレイ銀行の店舗のようだ」と表現した。
線路自体はイタリアのローマ＝サン・ピエトロ駅に接続されており、イタリア国内の区間もバチカン市国が保有しているが、列車の運行はイタリア国鉄が代行している（いわゆる上下分離方式）。

## 利用
バチカン市国の鉄道は、自動車輸送がまだ発達せず割高であった時代には、バチカン市国が消費する物資の輸送用として主に使われ、時々旅客列車も駅に入っていた。
ピウス11世のために計画されていた教皇専用列車は結局造られず、バチカンが鉄道用の従業員を雇うことも、独自の鉄道車両を登録することもなかった。ピウス9世の使った車両はローマ博物館（ブラスキ宮）に現在も展示されている。
1962年10月4日、ローマ教皇ヨハネ23世は第2バチカン公会議の開始直前、イタリア大統領専用列車を使ってバチカン駅からロレートとアッシジへの巡礼の旅に出発した。ヨハネ23世はこれにより、はじめてバチカン市国の鉄道を使った教皇となった。同時に、ピウス9世以来はじめてロレートに教皇として巡礼し、またピウス9世以来久しぶりに列車で旅をした教皇となった。この巡礼はユーロビジョン・ネットワークを通じて欧州各地で放送され、ピウス9世以後の教皇がイタリア政府と対立し「バチカンの囚人」となっていた過去のしがらみを断つ象徴的な旅となった。ヨハネ23世はほかにも、1914年に没したピウス10世の遺体をヴェネツィアへ帰す旅にバチカンの鉄道を使っている。教皇ヨハネ・パウロ2世は、象徴的な目的を除き数回しかバチカンの鉄道を利用しなかった。
2015年9月12日より、バチカン美術館とイタリア国鉄の主催で毎週土曜日に観光列車がバチカン駅を出発するようになった。このツアーでは午前中にバチカン市国内と美術館を見学し、バチカン駅から列車でカステル・ガンドルフォへ向かいガンドルフォ城を見学し、アルバーノ・ラツィアーレ駅で降りてアルバーノ・ラツィアーレの町を見学し、帰りはバチカン駅までは戻らずローマ＝サン・ピエトロ駅で解散という経路になっている。